# Azrael
Azrael (arabisch عزرائیل, DMG ʿIzrāʾīl, türkisch Azrail)  ist ein Engel, der im Islam mit dem Engel des Todes aus Sure 32:11 identifiziert wird. Er sei dafür zuständig, die Seelen der Verstorbenen in das Jenseits zu tragen. Dabei handelt er stets im Auftrag Allahs. Der Name wird nicht im Koran genannt. Der Name konnte in jüdischen Siedlungen aus dem 7. Jahrhundert auf Beschwörungsformeln belegt werden. Allerdings ist es nicht bekannt, ob Azrael schon vor dem Islam als Todesengel fungierte. Erst seit dem Islam wurde Azrael sowohl in der jüdischen als auch muslimischen Literatur verbreitet.

## Erwähnungen in vorislamischer Zeit
Ein Engel mit der Konsonantenfolge ʿZRʾL, die auch in der arabischen Namensform ʿIzrā'īl enthalten ist, ist in fünf aramäischen Beschwörungstexten aus jüdischen Siedlungen in Mesopotamien und der Levante aus dem frühen 7. Jahrhundert belegt. Allerdings führen diese Texte nur Namen von Engeln auf, so dass nicht klar ist, ob dieser Engel zu jener Zeit bereits mit dem Tod assoziiert wurde.

## ʿIzrā'īl in der islamischen Tradition

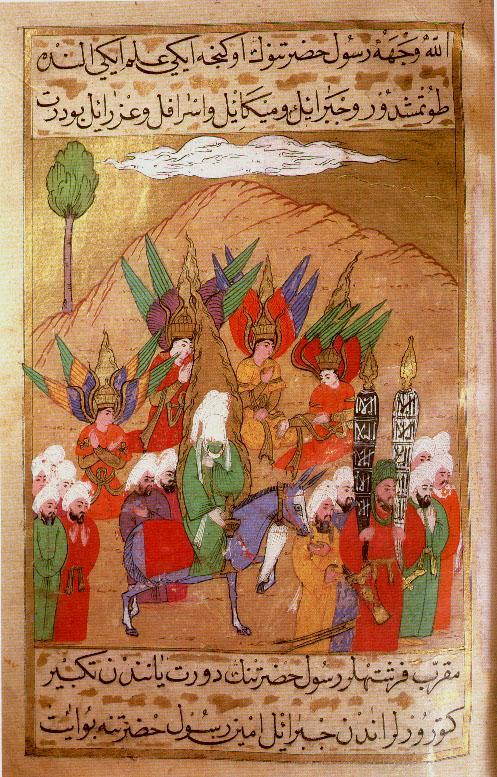
ʿIzrā'īl zusammen mit den drei anderen Erzengeln Gabriel, Michael und Isrāfīl als Begleiter Mohammeds. Türkisches Siyer-i-Nebi-Werk, 1595

Der Name ʿIzrā'īl (Namensvariante: ʿAzrā'īl) erscheint weder im Koran noch im Hadith. Er wird allerdings häufig in der islamischen Literatur und koranischen Exegese erwähnt. Einige Koranexegeten erwähnen eine Vielzahl von Todesengeln und bezeichnen ʿIzrā'īl als den Erzengel des Todes dem die übrigen Todesengel unterstehen. Al-Baidāwī erwähnt eine gesamte Horde von Todesengeln unter dem Befehl ʿIzrā'īls. Ath-Thaʿlabī, der Verfasser eines der populärsten Qisas-al-Anbiyā'-Werke, erwähnt den Namen ein einziges Mal, und zwar im Rahmen einer von as-Suddī überlieferten Erzählung über Josef und seine Brüder. Der Todesengel, der Josefs Vater Jakob im Traum erscheint, wird dabei von diesem als ʿAzrā'īl angesprochen.
Eine ausführliche Beschreibung von ʿIzrā'īl findet sich in der Kosmographie ʿAǧāʾib al-maḫlūqāt wa-ġarāʾib al-mauǧūdāt („Wunder der Geschöpfe und Seltsamkeiten der existierenden Dinge“) des persischen Gelehrten al-Qazwīnī (gest. 1283). Er führt dort ʿIzrā'ī neben den drei Erzengeln Isrāfīl, Dschibrīl (= Gabriel) und Mīkā'īl (= Michael) auf. Nach seiner Beschreibung ist er derjenige Engel, der „die Bewegungen zur Ruhe bringt und die Geister von den Körpern trennt“. Nach einer Tradition, die al-Qazwīnī auf Kaʿb al-Ahbār zurückführt, befindet sich ʿIzrā'īl im untersten Himmel. Gott hat seine Füße an den Grenzen der Erde geschaffen und seinen Kopf im obersten Himmel, und sein Gesicht ist der Wohlverwahrten Tafel (al-lauḥ al-maḥfūẓ) zugewandt. Er hat Helfer entsprechend der Zahl derer, die sterben. Und er ergreift den Geist eines Geschöpfes erst dann, wenn seine Lebensversorgung (rizq) erschöpft und sein vorbestimmtes Ende (aǧal) gekommen ist.
Viele Aspekte von ʿIzrā'īls Legende sind nicht durch die offiziellen Glaubenslehren, sondern durch Volksglauben belegt. ʿIzrāʾīl trennt die Seele der Menschen vom Körper und bringt somit den Tod. Er handelt nicht eigenständig, sondern im Auftrag Allahs. Zudem heißt es, dass er die Namen der Neugeborenen aufschreibt und die der Verstorbenen wieder durchstreicht.

## Azrael in der Musik- und Populärkultur
- Die Oper Asrael von Alberto Franchetti. Leggenda in 4 Akten. Libretto: Ferdinando Fontana. UA am 11. Februar 1888 Reggio Emilia
- Der tschechische Komponist Josef Suk (1874–1935) überschrieb seine 2. Symphonie c-Moll op. 27 aus dem Jahr 1905 mit Asrael.
- Im DC-Universum ist Jean-Paul Valley für den Orden von Sankt Dumas, ein mittelalterlicher Ritterorden der noch in der Gegenwart existiert, der Racheengel namens Azrael. Der Verlag DC Comics veröffentlichte in der Comicserie Azrael auch Ausgaben mit Azrael als Hauptfigur.
- Der Todesengel Azrael ist eine Figur für zwei gleichnamige Romane (1994/1998) des deutschen Autors Wolfgang Hohlbein.
- In den Comics von Peyo über Die Schlümpfe, sowie in den zugehörigen Verfilmungen, trägt der Kater des Zauberers Gargamel den Namen Azrael.
- In der Fernsehserie Lucifer kommt Azrael als Schwester des Teufels vor. Maßgeblich für Episode 8 der zweiten Staffel ist Azraels Schwert, das die Existenz, auch von Himmelswesen, auslöscht und die Seele des durch das Schwert Getöteten zerstört.
- Der Oberste Großmeister der Dark Angels Space Marines im Spiel Warhammer 40.000 heißt Azrael.
- Die deutsche Metal-Band U.D.O. veröffentlichte auf ihrem Album No Limits (1998) einen Titel, der sich mit Azrael beschäftigt und auch dessen Namen trägt.
- In der Serie The OA trägt ein Krake, der die Protagonistin töten will, den Namen Azrael.[10]
- Der deutsche Rapper Haftbefehl erwähnt Azrael im Song Leuchtreklame seines Albums Das schwarze Album (2021) wie folgt: Wölfe als Schaf verkleidet, kalt wie Dezember – Soll Azrael sie holen, ja, ich rede vom Sensenmann.[11]